# Campionati europei di ciclismo su strada 2019 - Cronometro maschile Elite
La cronometro maschile Elite dei Campionati europei di ciclismo su strada 2019, quarta edizione della prova, si disputò l'8 agosto 2019 su un percorso di 22,4 km con partenza ed arrivo ad Alkmaar, nei Paesi Bassi. La medaglia d'oro fu appannaggio del belga Remco Evenepoel, il quale completò il percorso con il tempo di 24'55", alla media di 53,93 km/h; l'argento andò invece al danese Kasper Asgreen e il bronzo all'italiano Edoardo Affini.
Sul traguardo di Alkmaar 34 ciclisti, su 34 partenti, portarono a termine la competizione.

## Ordine d'arrivo (Top 10)
| Pos. | Corridore           | Squadra       | Tempo  |
| ---- | ------------------- | ------------- | ------ |
| 1    | Remco Evenepoel     | Belgio        | 24'55" |
| 2    | Kasper Asgreen      | Danimarca     | a 19"  |
| 3    | Edoardo Affini      | Italia        | a 21"  |
| 4    | Stefan Küng         | Svizzera      | s.t.   |
| 5    | Alex Dowsett        | Gran Bretagna | a 22"  |
| 6    | Filippo Ganna       | Italia        | a 23"  |
| 7    | Yves Lampaert       | Belgio        | a 29"  |
| 8    | Jos van Emden       | Paesi Bassi   | a 31"  |
| 9    | Martin Toft Madsen  | Danimarca     | a 40"  |
| 10   | Sebastian Langeveld | Paesi Bassi   | a 59"  |